# البروفانسية الفرنسية
البروفانسية الفرنسية (بالفرنسية: Francoprovençal)‏
```
أو 
أربيتان
 
(
بالفرنسية
: 
Arpitan
)‏

أو 
رموند
 (في سويسرا) هي 
لغة رومانسية
 
بلهجات
 مختلفة تشكل مجموعة لغوية فرعية منفصلة عن لغة دوي 
ولغة دوك
.
[
1
]
[
2
]
[
3
]
 أعطت جي آي اسكولي في القرن 19 الاسم بروفانسية فرنسية لأنها تشترك بملامح مع 
الفرنسية
 
والبروفانسية
 دون الانتماء إلى أي منهما. التسمية الجديدة أربيتان وأيضاً للمتحدثين بها.
```